# Gry-Online
Gry-Online (zapisywane jako GRYOnline.pl lub GRY-OnLine, w skrócie GOL) – grupa polskich serwisów internetowych poświęconych grom komputerowym i rozrywce elektronicznej, na których zamieszczane są recenzje, poradniki, materiały filmowe i wiadomości z branży elektronicznej rozrywki. Publikowane są również materiały dotyczące innych dziedzin popkultury, takich jak popularne seriale czy filmy. W skład grupy wchodzą m.in. serwis Gry-Online, serwisy tvgry.pl, gameplay.pl, futurebeat.pl, cooldown.pl i filmomaniak.pl oraz anglojęzyczna witryna GamePressure.com, korzystająca z zasobów serwisu Gry-Online.
Właścicielem grupy Gry-Online jest mieszcząca się w Krakowie firma Gry-Online S.A. Jej prezesem od 2002 roku jest Mariusz Klamra, w skład zarządu wchodzą także Rafał Swaczyna, Michał Bobrowski i Przemysław Bartula. Od maja 2011 Gry-Online S.A. było częścią NFI Empik Media & Fashion. Pod koniec czerwca 2017 EMF wykupiło pozostałe akcje spółki i podpisało umowę z Webedia Germany, niemieckim oddziałem Webedia Group, które przejęło 100% udziałów. Z firmą związanych jest prawie 100 osób – pracowników etatowych i współpracowników.

## Serwis Gry-Online
Najważniejszym elementem grupy jest serwis Gry-Online, który zadebiutował 1 stycznia 2001 roku, a następnie był wielokrotnie modernizowany i przebudowywany. Jego redaktorem naczelnym jest obecnie Maciej Pawlikowski. W przeszłości funkcję tę pełnili Borys „Shuck” Zajączkowski, Łukasz „Verminus” Malik i Krystian „U.V. Impaler” Smoszna.
Serwis internetowy publikuje informacje i artykuły dotyczące gier komputerowych przeznaczonych na komputery PC, a także konsole z rodzin Xbox, Playstation, Nintendo i platform mobilnych Android, IOS.

### Historia witryny
Korzenie witryny sięgają połowy roku 2000, gdy zarejestrowana została spółka Gry-Online sp. z o.o. Jej pomysłodawcami i założycielami byli Mariusz Klamra, Wojciech Antonowicz i Rafał Swaczyna, a współtwórcami Janusz Burda i Tomasz Pyzioł. Do serwisu internetowego, który zadebiutował 1 stycznia 2001, dołączyli wkrótce m.in. Przemysław Bartula, Michał Bobrowski oraz Marcin Hajek.

### Encyklopedia Gier
Filarem strony jest Encyklopedia Gier, która zawiera m.in. opisy, zdjęcia, filmy, daty premier, wymagania sprzętowe, oceny PEGI oraz wymagania techniczne gier. W skład tej części serwisu wchodzą także rankingi gier, katalog firm produkujących i wydających gry komputerowe w Polsce i na świecie, a także galeria zrzutów ekranowych i obrazów koncepcyjnych ze znajdujących się w encyklopedii tytułów. Wpisy encyklopedyczne prowadzą również do działu GOL Video – zbioru materiałów wideo dotyczących gier komputerowych (trailerów, zapowiedzi, fragmentów rozgrywki, wywiadów z twórcami itd.).

### Poradniki
Serwis publikuje też poradniki do gier, w których umieszczane są informacje m.in. o różnych możliwościach przejścia danych etapów rozgrywki, mapach, zestawach osiągnięć, a także porady. Poradniki zilustrowane są zrzutami ekranu (tzw. screenami lub screenshotami) z rozgrywki, graficznymi schematami, a okazyjnie również krótkimi filmikami.

### Serwis informacyjny
W skład serwisu informacyjnego wchodzi m.in. newsroom, czyli dział, w którym publikowane są codziennie informacje dotyczące gier, a także sprzętu oraz filmów i seriali. Dodatkowo serwis zawiera recenzje gier (zwieńczone oceną w skali 1–10), zapowiedzi oraz publicystykę, poświęconą różnym seriom, produkcjom oraz wydarzeniom w branży.

### Plebiscyt „Gra Roku”
O nagrodach dla najlepszych gier roku decydują czytelnicy, którzy rozstrzygają tę kwestię w corocznym głosowaniu. Osobno swoje typy podaje także redakcja serwisu. Pierwsza edycja plebiscytu rozpoczęła się w 2006 roku. Wcześniej konkursy na najpopularniejszy tytuł odbywały się na podobnych zasadach, ale pod innymi nazwami (Plebiscyt GOL, GOL ASY).
- GOL ASY. Najlepsza gra roku 2003 – Call of Duty[8];
- Najpopularniejsza Gra Roku 2004 – Need for Speed: Underground 2[9];
- Gra na Medal 2005 – Need for Speed: Most Wanted (pod patronatem Gry-Online wspólnie z czasopismami Komputer Świat Gry i Play)[10];
- Gra Roku 2006 – The Elder Scrolls IV: Oblivion[11];
- Gra Roku 2007 – Wiedźmin[12];
- Gra Roku 2008 – Grand Theft Auto IV[13];
- Gra Roku 2009 – Assassin’s Creed II[14];
- Gra Roku 2010 – Mass Effect 2[15];
- Gra Roku 2011 – The Elder Scrolls V: Skyrim[16];
- Gra Roku 2012 – Far Cry 3[17];
- Gra Roku 2013 – Grand Theft Auto V[18];
- Gra Roku 2014 – Dragon Age: Inkwizycja[19];
- Gra Roku 2015 – Wiedźmin 3: Dziki Gon[20];
- Gra Roku 2016 – Uncharted 4: Kres złodzieja[21];
- Gra Roku 2017 – Assassin’s Creed Origins[22];
- Gra Roku 2018 – Red Dead Redemption 2[23];
- Gra Roku 2019 – Death Stranding[24];
- Gra Roku 2020 – Cyberpunk 2077[25];
- Gra Roku 2021 – Forza Horizon 5[26];
- Gra Roku 2022 – God of War: Ragnarok[27];
- Gra Roku 2023 – Baldur’s Gate III[28];
- Gra Roku 2024 – Indiana Jones i Wielki Krąg[29].

### Plebiscyt „Gra Dekady”
W 2011 roku serwis zorganizował po raz pierwszy plebiscyt na najlepszą grę dekady. Ze względu na to, że konkurs był organizowany z okazji dziesięciolecia istnienia serwisu, dekady liczone są od roku 2001.
- Gra dekady 2001-2010 – Wiedźmin[30];
- Gra dekady 2011-2020 – Wiedźmin 3: Dziki Gon[31].

## tvgry.pl
W 2009 roku z redakcji Gry-Online wydzielono zespół skupiony wokół podserwisu tvgry.pl, pomyślanego jako telewizja internetowa dla graczy. Z biegiem lat zespół ten w coraz większym stopniu wybijał się na niezależność, a przez jego szeregi przewinęły się takie postacie jak Krzysztof Gonciarz, Maciej „Von Zay” Makuła, Marcin „Del” Łukański, Remigiusz „Rock” Maciaszek czy Patryk „Rojo” Rojewski. Redaktorem prowadzącym tvgry.pl do grudnia 2021 roku był Grzegorz „Gambrinus” Bobrek, którego następcą pod koniec 2021 roku został Michał „Elessar” Mańka. Dziś wiodący obszar działalności tvgry.pl stanowi platforma YouTube, na której treści publikowane są poprzez cztery kanały: TVGRYpl (główny kanał o tematyce gier komputerowych), TVGRYplus (kanał poboczny, na którym udostępniane są m.in. krótkie, kilkuminutowe filmy informacyjne z branży gier (tzw. „FLESZ”) czy zapisy transmisji na żywo), TvtechYT (kanał o tematyce sprzętu komputerowego i technologii) oraz TvFilmy (kanał poświęcony filmom pełnometrażowym). Zespół regularnie organizuje też transmisje na żywo w serwisie YouTube.

## GamePressure.com
W 2005 roku uruchomiono anglojęzyczną wersję serwisu, nazwaną GamePressure.com. Na stronie pojawiają się treści przetłumaczone z języka polskiego, które obejmują przede wszystkim poradniki do gier i wpisy encyklopedyczne, ale także newsy, komiksy czy teksty publicystyczne. Okazjonalnie powstają również materiały dedykowane ekskluzywnie serwisowi GamePressure.com, wliczając w to filmy publikowane na kanałach GamePressure i Guides Gamepressure w serwisie YouTube.

## Wielka Multimedialna Encyklopedia Gier
W latach 2003–2009, w związku z mniejszą powszechnością szerokopasmowego dostępu do Internetu w Polsce, spółka Gry-Online S.A. wydawała Wielką Multimedialną Encyklopedię Gier w wersji płytowej. Ostatni numer (Encyklopedia Gier 09) zawierał m.in. ponad 770 poradników do gier, około 2700 materiałów publicystycznych (zapowiedzi i recenzji gier) oraz filmy prezentujące rozgrywkę w 5500 tytułów.

## Oglądalność
Według witryny Alexa.com, domena gry-online.pl znajduje się na 65. miejscu w rankingu najpopularniejszych polskich stron oraz na 5947. miejscu na świecie (stan na 22 marca 2020). Kanał TVGRYpl w serwisie YouTube ma około 1,3 miliona subskrypcji, a jego materiały wyświetlono ponad miliard razy (stan na 30 grudnia 2021). Serwis na początku 2019 roku miał ponad 800 tys. subskrybentów, rok wcześniej było to ok. 600 tys. a 2 lata wcześniej, czyli w 2017 roku, prawie 400 tys.

## Nagrody i osiągnięcia
W grudniu 2013 roku serwis Gry-Online znalazł się na liście najpopularniejszych portali tematycznych w Polsce zajmując 20. miejsce w kategorii Kultura i rozrywka. Firma Gry-Online S.A. zdobyła również Złoty Certyfikat Wiarygodności Biznesowej za rok 2009 od wywiadowni gospodarczej Bisnode D&B Polska oraz wyróżnienie w rankingu Skrzydła Biznesu 2010 w kategorii „Firma mikro – wiarygodna i dynamiczna” w województwie małopolskim. W Rankingu Zaufane Opinie 2012 organizowanym przez serwis Ceneo.pl Sklep Gry-Online uplasował się w pierwszej dziesiątce najbardziej zaufanych sklepów internetowych.
W swojej historii witryna została także czterokrotnie nagrodzona, a kilka razy wyróżniona w ramach Webstarfestival, konkursu na najlepsze strony i kreacje w polskim Internecie:
- 2005 – wyróżnienie w kategorii Wybór Internautów[40].
- 2006 – wyróżnienie w kategorii Kultura i Rozrywka[41].
- 2007 – Webstar Internautów w kategorii Kultura i Rozrywka[42].
- 2008 – Webstar Akademii oraz Webstar Internautów w kategorii Rozrywka[43].
- 2009 – II wyróżnienie Akademii w kategorii Rozrywka[44].
- 2010 – Webstar Akademii w kategorii Rozrywka[45].